# Edward Seymour (5e baronnet)
Edward Seymour, de Berry Pomeroy, 5e baronnet (1660 ou 1663 – 29 décembre 1740/1741) de Bradley House, Wiltshire est un noble et homme politique anglais.

## Biographie
Il est le fils de l'homme politique royaliste et conservateur Edward Seymour (4e baronnet) et de sa première femme, Margaret Wale.
Il succède à son père en 1708, héritant de Bradley House dans le Wiltshire. Cette maison, achevée en 1710, permet à la famille de quitter son siège délabré au château de Berry Pomeroy dans le Devon.
Seymour acquiert également et reconstruit Rumwell Hall à Bishop's Hull, Somerset en 1733

## Famille
Il épouse la nièce de sa belle-mère Laetitia Popham (décédée en 1738), fille de Francis Popham, de Littlecote House, Wiltshire (décédée le 28 août 1674), et d'Eleanor Rogers, et petite-fille d'Alexander Popham et de Letitia Carre, avec qui il a douze enfants:
- Edward Seymour (8e duc de Somerset) (1694 – 1757)
- Francis Seymour, de Sherborne, Dorset (1697 – 1761)
- Alexander Seymour (décédé le 3 avril 1731), célibataire
- William Seymour, de East Knoyle , Wiltshire (1713 – 5 janvier 1746/1747), marié le 17 avril 1737 à Elizabeth Hippye (décédée le 22 mars 1741/1742), fille de John Hippye, de Frome, Somerset, et remarié le 2 août 1745 à Mary Hyde (décédée le 8 novembre 1753), fille de Samuel Hyde, de Bromley, Kent
- Laetitia Seymour, épouse John Gapper
- Margaret Seymour, mariée à Richard Jones, de Ramsbury
- Elizabeth Seymour (décédée le 5 mai 1756), mariée à Henry Hungerford, de Field
- Anne Seymour (décédée en février 1755), épouse William Scroggs de Chute Lodge
- Eleanor Seymour (décédée avant 1756?), Célibataire
- Mary Seymour, mariée au révérend Hammond
- Jane Seymour, mariée à William Colman, de Garnhay
- Katherine Seymour, mariée à John Philip Fuhr, de Bristol